# Aigeira
Aigeira (Grieks: Αιγείρα) is een deelgemeente (dimotiki enotita) van de fusiegemeente (dimos) Aigialeia, in de Griekse bestuurlijke regio (periferia) West-Griekenland. 

## Plaatsen in de gemeente
- Aigeira
- Aiges
- Ampelokipoi
- Chrysanthio
- Exochi
- Monastiri
- Oasi
- Perithori
- Seliana
- Sinevro
- Vella